# フランス領コーチシナ

コーチシナ植民地
Colonie de Cochinchine（フランス語）
Xứ thuộc địa Nam Kỳ（ベトナム語）

国歌: La Marseillaise（フランス語）
ラ・マルセイエーズ

Chinh phụ ngâm khúc（ベトナム語）
征婦吟曲（1946年 ‐ 1949年）
 
1920年のコーチシナ

フランス領コーチシナ（フランスりょうコーチシナ、フランス語: Cochinchine française）は、ベトナム南部を占めていた、フランス領インドシナの植民地である。

## 解説
1941年から1945年にわたる日本による占領が終わり、ベトナム共産党が主導する民族統一戦線、ベトミンがサイゴンから追放された後、フランスはこの地域をコーチシナ共和国として独立させたが、これはベトナム人民の反感を買うことになり、後の第一次インドシナ戦争の引き金となった。
1949年にベトミンがハノイにて行った、ベトナム民主共和国の独立宣言の中で述べた領有権について否定する為、フランスはコーチシナをフランス連合内のベトナム国として安南保護国、及びトンキン保護国と統合させた。